# Mokoroa Falls
Die Mokoroa Falls sind ein Wasserfall im Gebiet von Waitakere in der Region Auckland auf der Nordinsel Neuseelands. Er liegt im Lauf des Mokoroa Stream, der in westlicher bis südwestlicher Fließrichtung in den Waitākere River kurz vor dessen Mündung in die Tasmansee übergeht. Seine Fallhöhe beträgt 11 Meter.
Von der Horsman Road in Waitakere führt der Mokoroa Falls Track in rund 40 Gehminuten zu einer Aussichtskanzel oberhalb des Wasserfalls.